# Liste de jeux Williams Manufacturing Company
Ne doit pas être confondu avec Liste de jeux Williams Electronic Manufacturing Company, Liste de jeux Williams Electronics ou Liste de jeux Williams Electronics Games.
La liste de jeux Williams Manufacturing Company répertorie les divers jeux d’arcade, ainsi que les flippers et juke-box produits par Williams Manufacturing Company. Ces jeux ont été manufacturés de 1944 à 1958.

## Flipper mécanique
- 1957 Baseball (1957)

## Flipper électromécanique
- 4 Bagger Deluxe (1956)
- 4 Star (1958)
- 8 Ball (1952) (1952)
- Add-A-Ball (1961)
- All Star Baseball (1954)
- All Stars (1947)
- AllAmerican Quarterback (1949)
- Amber (1947)
- Arcade (1951)
- Army Navy (1953)
- Arrow Head (1957)
- Band Wagon (1955)
- Big Ben (1954)
- Big League Baseball (1954)
- Bonanza (1947)
- Boston (1949)
- Box Score (1947)
- C.O.D. (1953)
- Can Can (1955)
- Caravan (1952)
- Circus Romance (1945)
- Circus Wagon (1955)
- Club House (1958)
- Colors (1954)
- Contest (1957)
- Control Tower (1951)
- Cue Ball (1956)
- Cue-Tee (1954)
- Cyclone (1947)
- Daffy Derby (1954)
- Dallas (1949)
- De-Icer (1949)
- Dealer (1953)
- Dealer 21 (1954)
- Deluxe Baseball 1953 (1953)
- Deluxe Baseball 1957 (1957)
- Deluxe Baseball 1957 New York (1957)
- Deluxe ShortStop (1958)
- Deluxe Special Baseball (1953)
- Deluxe World Series (1954)
- Dew-Wa-Ditty (1948)
- Diamond Score Pool (1956)
- Disk Jockey (1952)
- Domino (1952)
- Dreamy (1950)
- Dynamite (1946)
- El Paso (1948)
- Fairway (1953)
- Flamingo (1947)
- Flat-Top (1945)
- Four Corners (1952)
- Freshie (1949)
- Fun House (1956)
- Gay Paree (1957)
- Georgia (1950)
- Ginger (1947)
- Gizmo (1948)
- Grand Champion (1953)
- Gun Club (1953)
- Gusher (1958)
- Handicap (1952)
- Harvey (1951)
- Hayburners (1951)
- Hi-Hand (1957)
- Hong Kong (1952)
- Horsefeathers (1952)
- Horseshoes (1951)
- Hot Diggity (1956)
- Jalopy (1951)
- Jig Saw (1957)
- Jolly Joker (1955)
- Kick-Off (1958)
- King of Swat (1955)
- Kings (1957)
- Laura (1945)
- Lazy-Q (1953)
- Long Beach (1952)
- Lucky Inning (1950)
- Lulu (1954)
- Major League Baseball (1955)
- Majorettes (1952)
- Maryland (1949)
- Nags (1951)
- Naples (1957)
- Nifty (1950)
- Nine Sisters (1953)
- Official DeLuxe Baseball (1954)
- Olympic Pool (1956)
- Olympics (1952)
- Palisades (1953)
- Paratrooper (1952)
- Pennant Baseball (1953)
- Peppy (1956)
- Perky (1956)
- Peter Pan (1955)
- Phoenix (1949)
- Piccadilly (1956)
- Pinky (1950)
- Poker Alley (1955)
- Race the Clock (1955)
- Rag Mop (1950)
- Rainbow (1948)
- Red White Blue (1956)
- Regatta (1955)
- Reno (1957)
- Safari (1954)
- Saratoga (1948)
- Satellite (1958)
- Score Pool (1956)
- Screamo (1954)
- Sea Jockeys (1951)
- Shamrock (1956)
- Shoo Shoo (1951)
- Shoot the Moon (1951)
- Short-Stop (1958)
- Show Girl (1946)
- Silver Skates (1953)
- Skyway (1954)
- Slugfest (1952)
- Smarty (1946)
- Smoke Signal (1955)
- Snafu (1955)
- Snooks (1951)
- Soccer Kick-Off (1958)
- Spark Plugs (1951)
- Special Deluxe Baseball (1954)
- Speed Way (1948)
- Spitfire (1954)
- Sportsman (1952)
- St. Louis (1949)
- Star Baseball (1953)
- Star Pool (1954)
- Star Series (1949)
- Starfire (1956)
- Starlite (1953)
- Steeple-Chase (1957)
- Stormy (1948)
- Struggle Buggies (1953)
- Sunny (1947)
- Super Pennant Baseball (1954)
- Super Score (1956)
- Super Star Baseball (1954)
- Super World Series (1951)
- Surf Rider (1956)
- Suspense (1946) (1946)
- Sweetheart (1950)
- Tennessee (1948)
- Three Deuces (1955)
- Thunderbird (1954)
- Tim-Buc-Tu (1956)
- Times Square (1953)
- Top Hat (1958)
- Torchy (1947)
- Tornado (1947)
- Tucson (1949)
- Turf Champ (1958)
- Twenty Grand (1952)
- Virginia (1948)
- Wonderland (1955)
- Yanks (1948)
- Zingo (1944)

## Machine attrape-jouet
- Crane (1955)
- Tons of Fun Crane (1956)
- Ten Pins (1957)

## Juke-box
- Music Mite (1951)

## Bowling
- Deluxe Bowler (1950)
- Double Header (1951)
- Ten Strike 6 Player Version (1957)
- Twin Shuffle (1949)

## Jeu de balle et de batte
- Deluxe Baseball (1953)
- Deluxe Short Stop (1958)

## Jeu de tir
- Cross Fire (1956)
- Jet Fighter (1954)
- Liberator (1946)
- Polar Hunt (1955)
- Safari Gun (1954)
- Safari Gun Deluxe (1954)
- Super Jet Fighter (1954)

## Divers
- Peppy the Clown (1950)
- Sidewalk Engineer (1955)